# Roberto Devereux

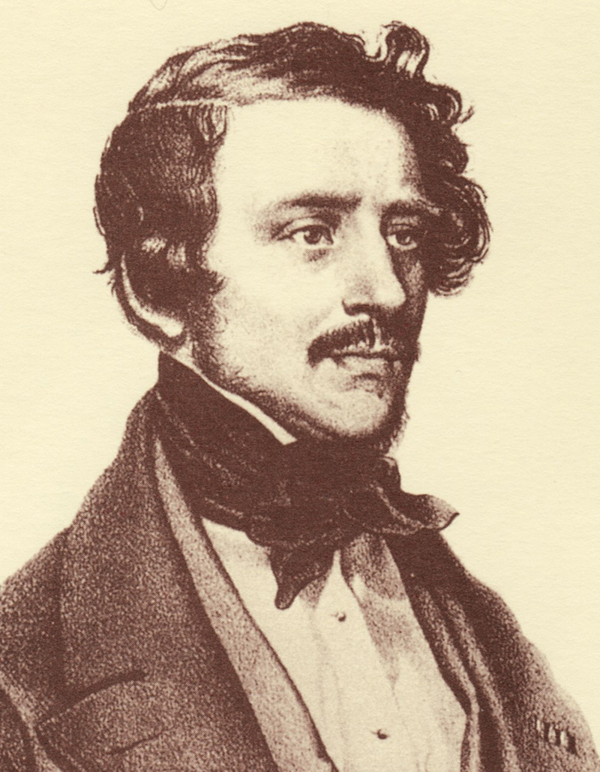
Gaetano Donizetti.

Roberto Devereux (även Roberto Devereux, ossia Il conte di Essex) (Robert Devereux, eller earlen av Essex) är en italiensk opera (tragedia lirica) i tre akter med musik av Gaetano Donizetti och libretto av Salvatore Cammarano efter pjäsen Elisabeth d'Angleterre av Jacques-Arsène Ancelot (1829) med vissa tillägg från Felice Romanis libretto till Saverio Mercadantes opera Il conte d'Essex (1833), samt tillägg från Histoire secrète des amours d'Elisabeth et du Comte d'Essex (1787) av Jacques Lescène des Maisons (1750-1808). Devereux var även huvudpersonen i två andra franska pjäser: Le Comte d'Essex av Thomas Corneille och Le Comte d'Essex av Gautier de Costes de La Calprenède.

## Historia
Roberto Devereux var Donizettis 53:e opera och den fjärde som hämtade intrigen från 1500-talets engelska Tudortid: de övriga var Elisabetta al castello di Kenilworth från 1829, Anna Bolena från 1830 (uppkallad efter Henrik VIII:s andra hustru Anne Boleyn) och Maria Stuarda från 1834 (efter Maria Stuart). Handlingen var löst byggd på historien om Robert Devereux, 2:e earl av Essex, en av Elisabeth I av Englands gunstlingar. Handlingen i Roberto Devereux var inte ursprunglig, utan huvudsakligen tagen från Felice Romanis libretto Il Conte d'Essex från 1833, tonsatt av Saverio Mercadante. Romanis änka anklagade Cammarano för plagiat, trots att det var praxis att stjäla handlingar mellan rivaliserande italienska operahus. Kärleksförhållandet mellan Essex och Sara var ett fritt tillägg men historien tilltalade publiken och operan blev en långvarig succé.
De ledande kvinnliga huvudrollerna i Anna Bolena, Maria Stuarda och Elisabetta refereras oftast till som "De tre Donizettidrottningarna". De ådrog sig en viss ryktbarhet på 1970-talet, då den amerikanska sopranen Beverly Sills framförde dem i en serie på New York City Opera.
Det har noterats att "trots att den historiska sanningen framställs fort och lösligt innehar operan sitt eget märke av dramatisk övertygelse".
Året innan Donizetti började arbeta på operan avled hans föräldrar och hans hustru Virginia Vaselli födde ett dödfött barn. I juni 1837 dog ännu ett av paret Donizettis barn och den 30 juli avled Virginia vid bara 28 års ålder. Donizetti gick då helt upp i arbetet i ett försök att mildra sorgen. Repetitionerna av operan började i slutet av augusti och Donizetti fick sålunda komponera det mesta av musiken mitt under sorgearbetet. En koleraepidemi försenade ytterligare repetitionsarbetet. 

## Uppförandehistorik
1800-talet
Roberto Devereux hade premiär den 28 oktober 1837 på Teatro di San Carlo i Neapel. Inom några år hade operan  satts upp i flera europeiska städer, inklusive Paris den 27 december 1838, för vilken Donizetti skrev en ouvertyr som citerade, anakronistiskt, God Save the Queen; London den 24 juni 1841; Rom 1849; Palermo 1857; Pavia 1859 och 1860; och i Neapel den 18 december 1865. Den gavs även i New York den 15 januari 1849, men efter 1883 verkar det som om inga fler föreställningar gavs under 1800-talet.
1900-talet och senare
1900-talets nyuppsättningar av Roberto Devereux började på Teatro San Carlo i Neapel 1964, med sångerskan Leyla Gencer. Montserrat Caballé uppträdde i en kombinerad konsertant och iscensatt föreställning mellan 1965 och 1978. Roberto Devereux framfördes första gången av New York City Opera i oktober 1970 som den första delen "Tre drottningar"-trilogin, med Placido Domingo och Beverly Sills. Operan framfördes regelbundet på europeiska scener på 1980-talet och i konsertversioner av Opera Orchestra of New York i januari 1991 (med Vladimir Chernov), Royal Opera House Covent Garden, i juli 2002, samt Washington Concert Opera 2004.
2005 spelades Bayerska Statsoperans i München uppsättning med Edita Gruberová in på DVD av Deutsche Grammophon.
2009 gavs föreställningar av Dallas Opera, Las Palmas Opera, Opera Holland Park Festival, medan under år 2010 sattes det upp föreställningar i Mannheim och Rom, liksom på Minnesota Opera och på Bayerska Statsoperan ånyo samt den första uppsättningen i Quebec i november samma år med Opéra de Montréal. Welsh National Opera spelade operan (tillsammans med de andra två "Drottningoperorna") tre kvällar i rad i oktober 2013.
Efter att ha debuterat i rollen som Elisabetta på Opéra de Marseille 2011, sjöng Mariella Devia opera som konsert vid Maggio Musicale Fiorentino den 18 maj 2014 och med Opera Orchestra of New York (OONY) den 5 juni 2014. 2015 framförde hon den på scen på Teatro Real de Madrid och återupptog den igen 2016 på Teatro Carlo Felice i Genua.
Metropolitan Opera i New York satte upp en ny produktion av stycket 2016 med Sondra Radvanovskij i huvudrollen, som även framträdde samma säsong på Met i Donizettis Anna Bolena och Maria Stuarda.

## Personer
| Roller                                      | Röststämma  | Premiärbesättning 29 oktober 1837 (Dirigent: – ) |
| ------------------------------------------- | ----------- | ------------------------------------------------ |
| Elisabetta, drottning av England            | sopran      | Giuseppina Ronzi de Begnis                       |
| Il duca di Nottingham, hertig av Nottingham | baryton     | Paul Barroilhet                                  |
| Sara, hertiginna av Nottingham              | mezzosopran | Almerinda Manzocchi Granchi                      |
| Roberto Devereux, Earl av Essex             | tenor       | Giovanni Basadonna                               |
| Lord Cecil                                  | tenor       | Timoleone Barattini                              |
| Sir Gualtiero Raleigh                       | bas         | Anafesto Rossi                                   |
| En page                                     | kontraalt   |                                                  |
| Nottinghams tjänare                         | bas         | Giuseppe Benedetti                               |
| Lorder, riddare, vakter, pager              |             |                                                  |

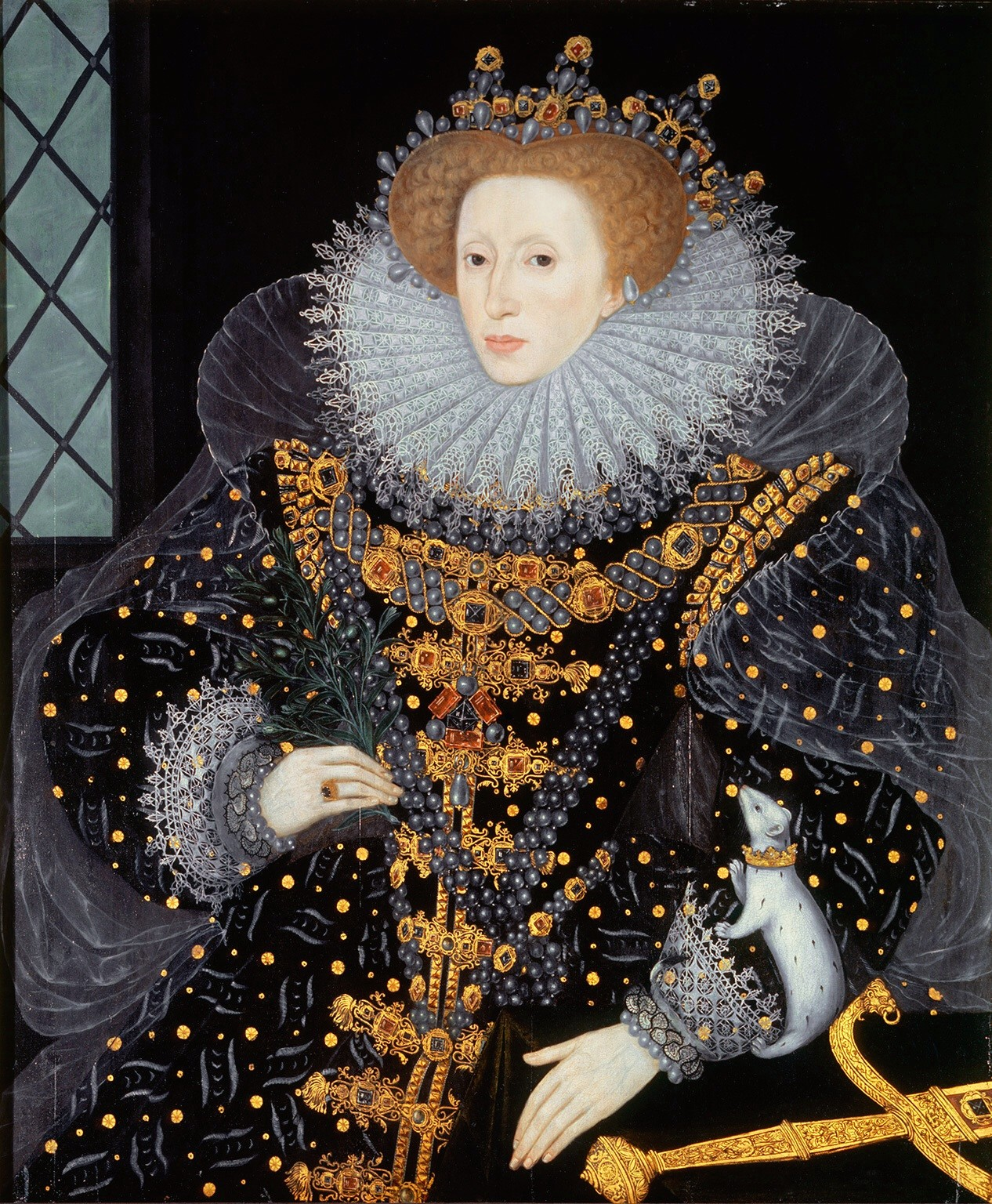
Elisabeth I
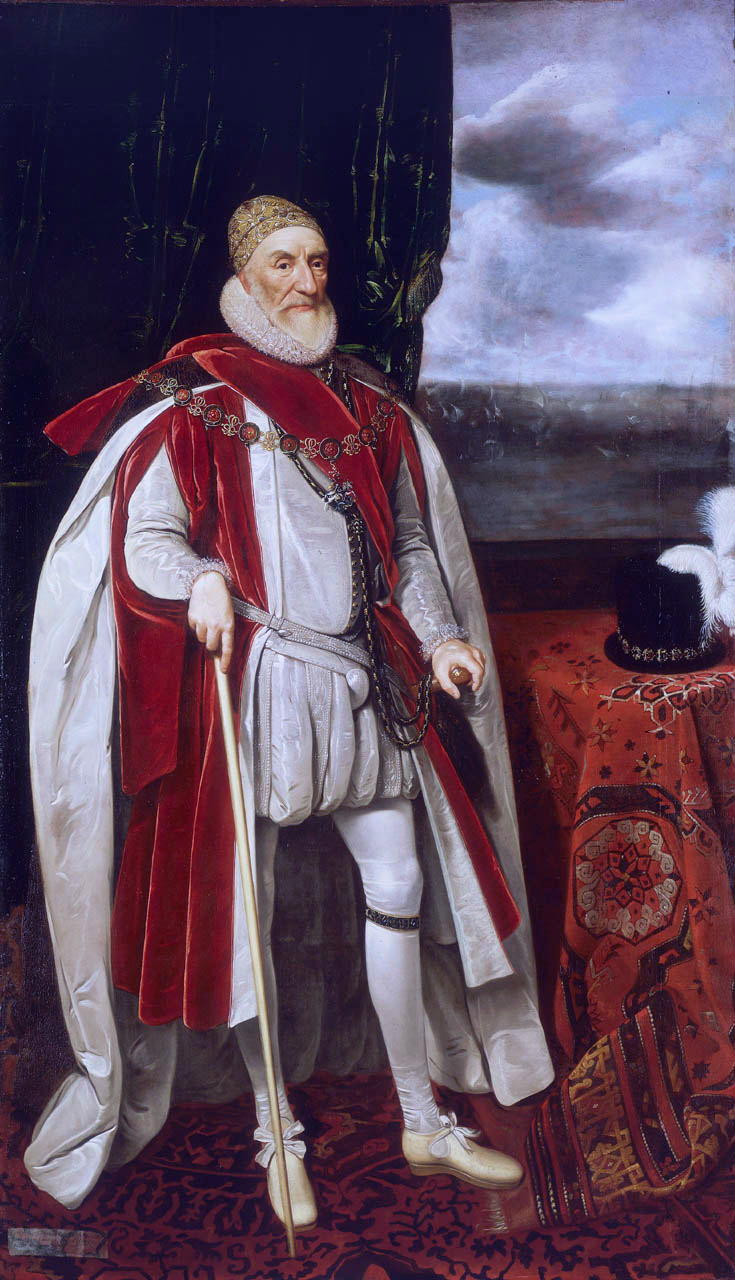
Hertigen av Nottingham
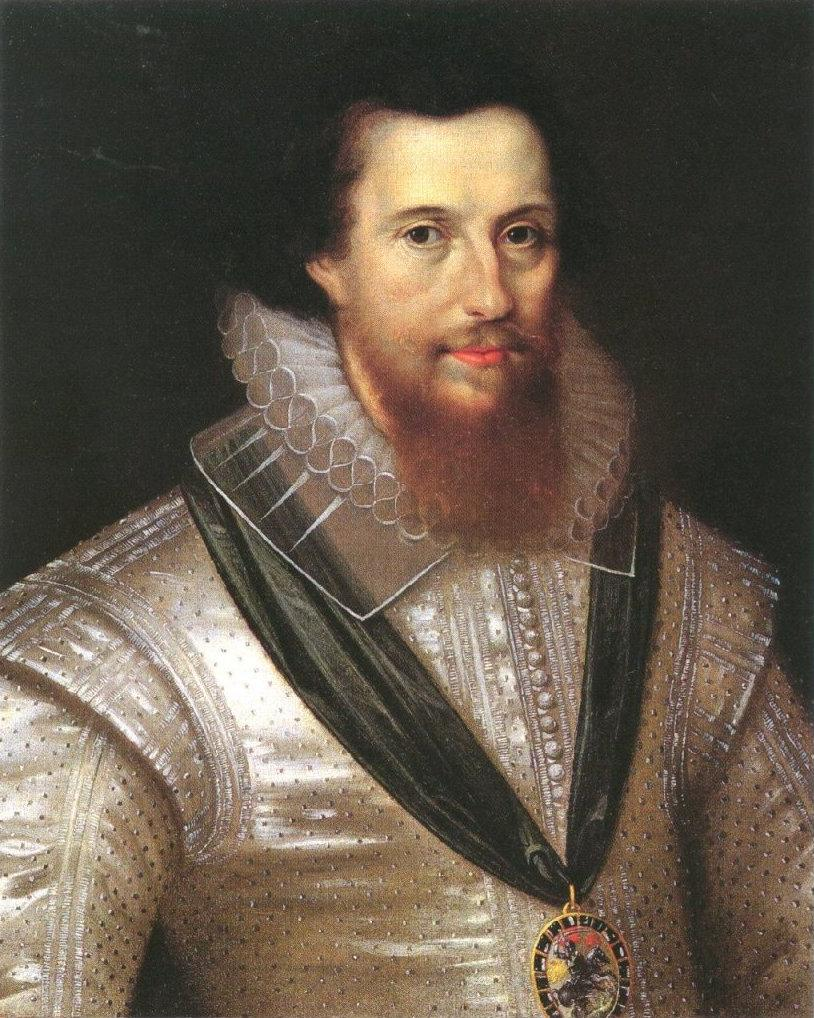
Robert Devereux, earl av Essex
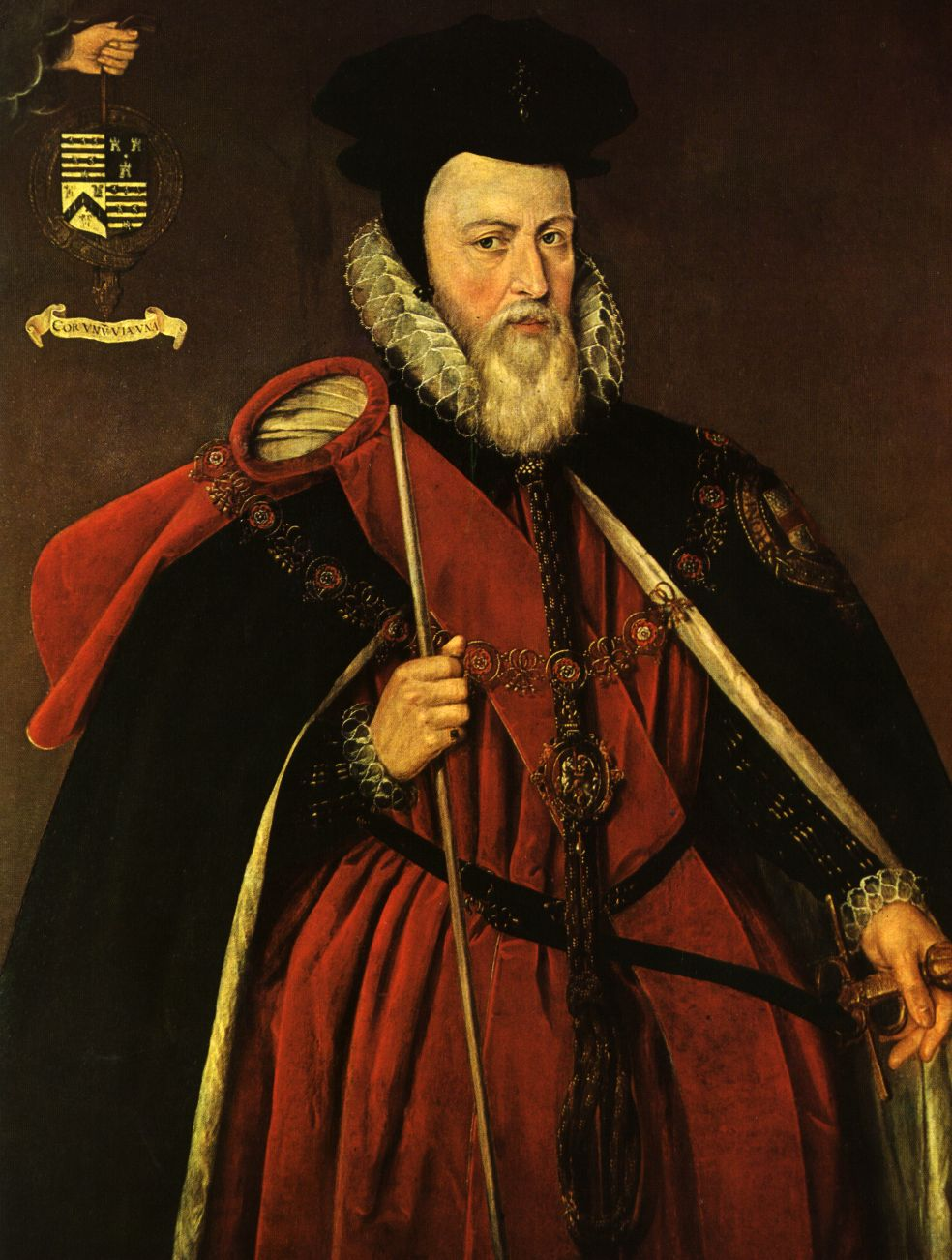
Lord Cecil
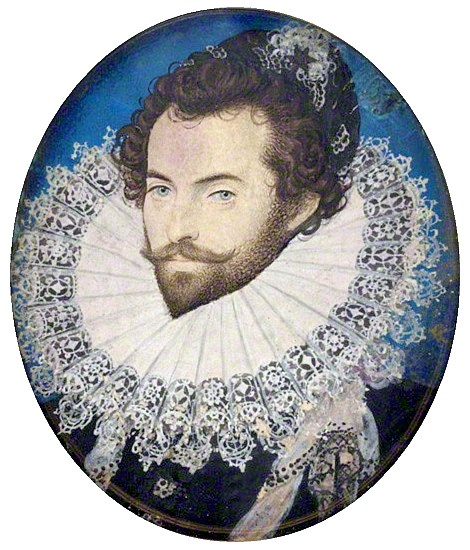
Sir Walter Raleigh

## Handling
Plats: London
Tid: 1601, under drottning Elisabeth I:s regering
Robert Devereux, 2:e earl av Essex, drottning Elisabeths gunstling, har fråntagits ämbetet som guvernör av Irland på grund av att han på eget initiativ fredsförhandlade med rebellerna. Efter ett uppror inväntar han nu rättegången för förräderi i London.

### Akt I
Scen 1: Westminsterpalatset
Sara, hertiginnan av Nottingham, försöker förgäves dölja sina tårar från hovets ögon medan hon läser den sorgliga historien om Rosamund Clifford, kung Henrik II av Englands olyckliga kärlek, och däri igenkänner en liknande situation som hennes egen. Hon är förälskad i Robert Devereux, hennes makes närmaste vän. Hovdamerna är bekymrade men hon svarar att hon är lycklig, men i det privata uttrycker hon sin sorg (All'afflitto è dolce il pianto). Elizabeth gör entré och deklarerar att efter uppmaning från Nottingham har hon gått med på att återse Robert igen då han har återvänt från Irland anklagad för förräderi (Duchessa..Alle fervide preci). Drottningen är villig att frige honom om hon kan förlita sig på hans lojalitet. Till Saras stegvisa missnöje förklarar drottningen sin kärlek till Robert (L'amor suo mi fe' beata). Cecil kommer in och kungör att parlamentet väntar på drottningens svar angående anklagelserna mot Robert. Man tycker hon har varit för eftergiven emot honom men hon vägrar att underteckna dödsdomen.
Robert kommer in. Sara tjuvlyssnar och får höra hur drottningen förklarar honom sin kärlek. Hon lovar att den ring som hon en gång gav honom ska vara hans trygga säkerhet om han skulle lämna den åter. Men drömmen om förgångna dagar bryts då Robert fäller en olämplig kommentar om att han i hemlighet skulle älska Sara. Drottningen plågas av svartsjuka och begär att Robert namnger kvinnan som han älskar. Han förnekar att han älskar någon annan (Nascondi, frena i palpiti), varpå drottningen går ut.
Nottingham, Roberts vän och välgörare, kommer in och de två männen diskuterar Roberts situation och Nottinghams bekymmer med sin hustrus beteende efter att ha sett henne brodera en blå sjal (Forse in quel cor sensible, Qui ribelle ognum ti chiama). Männen avbryts av Cecil som begär att Nottingham närvarar vid ett möte med rikets lorder.
Scene 2: Saras våning i Nottingham House
Sara är ensam då Robert kommer in. Han anklagar henne för trolöshet genom att gifta sig med Nottingham medan han var på Irland. Hon försvarar sig med att det var drottningens idé och att hon inte hade något val. Då hon ser ringen på Roberts finger antar hon att det är en kärleksgåva från drottningen och hon säger att de aldrig mer ska ses, varpå hon ger honom en blå sjal som gåva. I en sista duett (Dacchè tornasti, ahi misera) förklarar de varandra sin kärlek och accepterar att de måste skiljas. Robert planerar att fly.

### Akt II
Westminster Hall
Drottningen frågar Cecil vad som beslutats. Han förklarar att Robert har dömts till döden. Drottningen frågar Raleigh varför det hela har dragit ut på tiden. Hon får veta att Robert hade en sjal i sin ägo som han vägrade överlämna. Den ges till henne. Nottingham kommer in och ber för Roberts liv (Non venni mai si mesto) och insisterat på att han är oskyldig. Men drottningen fortsätter hävda att han varit otrogen mot henne. När Robert förs in konfronterar hon honom med sjalen. Nottingham ser den och känner igen den. Rasande ropar han på hämnd; samtidigt som drottningen erbjuder Robert frihet om han avslöjar namnet på sin rival. Han vägrar och hon skriver under dödsdomen. Ett kanonskott ska höras då yxan faller. Nottingham muttrar att en yxa inte är något lämpligt straff.

### Akt III
Sara får veta att Essex har blivit dömd och vill då ge drottningen ringen men hejdas av sin make. Essex hoppas fortfarande på att bli benådad och försonas med Nottingham, men i stället hör han dödstrummorna. Drottningen väntar alltjämt på att Essex skall skicka henne ringen, men då Sara kommer med den inser hon vem som har varit hennes rival. Hon vill ändå benåda Essex, men i samma ögonblick faller ett kanonskott som tecken på att han har blivit avrättad.
Scen 1: Saras våning
Sara får Roberts ring tillsammans med ett brev från honom. I det ber han henne att ge ringen till drottningen och be om nåd. Innan hon hinner resa kommer Nottingham och läser brevet (Non sai che un nume vindice). Trots hennes protester om sin oskuld hindrar han henne att åka. De hör på avstånd hur dödstrummorna aviserar Roberts färd till Towern. Nottingham går för att utkräva sin hämnd på Robert. Sara svimmar.
Scen 2: Towern i London
I sin cell undrar Robert varför hans ring inte har nått drottningen. Men han vägrar förråda Sara (Come uno spirto angelico... Bagnato il sen di lagrime), och när Cecil kommer är det inte för att frige Robert utan att föra honom till avrättningen.
Scen 3: Westminster Hall
Elisabeth oroar sig före sin älskares kommande död och undrar varför inte Sara är där för att trösta henne (Vivi ingrato, a lei d'accanto). Cecil annonserar Robert är på väg till stupstocken. Sara kommer upprörd. Hon ger drottningen ringen och erkänner att hon har varit hennes rival. För sent försöker drottningen stoppa avrättningen men just då hörs kanonskottet som kungör Roberts död. Efter att Nottingham har anlänt begär Elisabeth att få veta varför han hindrade att ringen fördes till henne. Han svarar: "Blod krävde jag, och blod fick jag I wanted!" Elisabeth hemsöks av Roberts huvudlösa kropp och längtar efter sin egen död som ska göra Jakob VI av Skottland (son till Maria Stuart) till kung. Ensam kysser hon Roberts ring.

## Musik
Trots att den inte framförs regelbundet numera innehåller den något av Donizettis bästa vokalavsnitt, en del av "första rang" (slutet av duetten i akt I mellan Roberto och Sara som börjar med "Dacché tornasti, ahi misera", medan den korta andra akten "superb." Operan är rå och känslosam; ett kraftfullt sångparti för sopranen. Några av höjdpunkterna är duetten i akt I mellan Elizabeth och Robert, "Nascondi, frena i palpiti". Finalscenen är en av de mest dramatiska och svåra inom bel canto. När Elizabeth blir galen, i och med mordet på hennes älskare "Quel sangue versato", förs den romantiska operan till gränsen vad gäller melodisk uttryck och har beskrivit som "ett kraftfullt slut på en av Donizettis finaste och mest tilltalande operor." De sista takterna innehåller sex höga A och ett högt B.

## Musiknummer
Akt 1
- Sara- Romanza: "All'afflitto è dolce il pianto".
- Elisabeth: "Duchessa.. Alle fervide preci".
- Elisabeth- Cavatina: "L'amor suo mi fe' beata".
- Robert: "Nascondi, frena i palpiti".
- Nottingham- Cavatina: "Forse in quel cor sensible... Qui ribelle ognum ti chiama".
- Sara och Robert- Duetto: "Da che tornasi, ahi misera".

Akt 2
- Nottingham and Elisabeth- Duettino: "Non venni mai si mesto".
- Elisabeth, Nottingham och Robert- Terzetto: "Ecco l'indegno!".

Akt 3
- Sara och Nottigham- Duetto: "Non sai que un nume vindice".
- Robert- Aria: "Come uno spirto angelico.. Bagnato il sen di lagrime".
- Elisabeth- Aria final: "Vivi, ingrato, a lei d'accanto.. Quel sangue versato..".